# We're Going to Hang out the Washing on the Siegfried Line

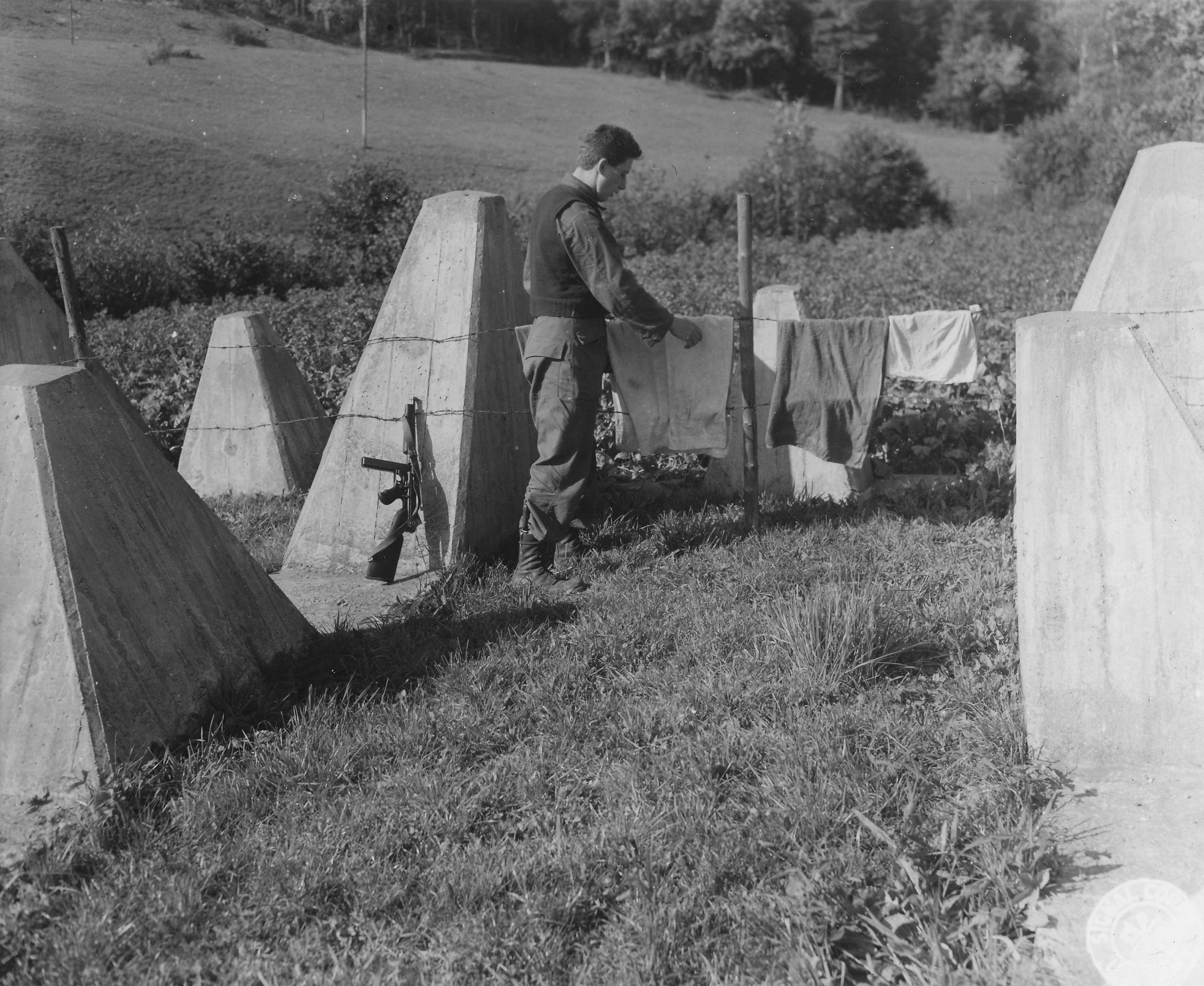
Gli Alleati non conquistarono la Linea Sigfrido prima del 1945. Foto della US Army Signal Corps.

We're Going to Hang out the Washing on the Siegfried Line (in italiano: Stenderemo il bucato sulla Linea Sigfrido) è una canzone scritta dal compositore irlandese Jimmy Kennedy mentre militava nel Corpo di Spedizione Britannico, durante le fasi iniziali della Seconda guerra mondiale. 
"Linea Sigfrido" era il nome che gli Inglesi davano al Westwall, una catena di fortificazioni lungo il confine occidentale della Germania, contrapposta alla Linea Maginot in Francia. La canzone venne utilizzata come incitamento per le truppe durante la guerra, in particolar modo prima e nel corso della Campagna di Francia, nel periodo indicato come strana guerra.